# Jordi Rebellón
Jordi Rebellón López (Barcelone, 15 février 1957 - Madrid, 8 septembre 2021) était un acteur espagnol de cinéma, de théâtre et de télévision. Il était surtout connu pour son rôle de Rodolfo Vilches dans la série Hospital Central de Telecinco.

## Biographie
Sa formation d'acteur se rapporte à l'École des Acteurs de Barcelone, dans laquelle, en plus de l'interprétation, il a suivi des cours de chant, dance et voix. Il a donc travaillé non seulement en tant qu'interprète, mais aussi en coulisses, que ce soit comme scénariste, assistant metteur en scène ou coordinateur de théâtre.
Sa carrière d'acteur s'est surtout concentrée sur la télévision et le théâtre. Il a fait ses débuts sur le petit écran dans deux épisodes de l'émission pour enfants Sesame Street. Après avoir participé au clip de la chanson Big Mistake de Natalie Imbruglia en 1997, il a commencé à gagner en popularité grâce au personnage d'Ángel Valverde dans la série télévisée à succès Médico de familia d'Emilio Aragón.
Le rôle le plus connu de sa carrière est celui du docteur Rodolfo Vilches dans la série Hospital Central, dans laquelle il a joué pendant dix ans.
Il est ensuite apparu dans d'autres productions télévisées telles que Amar es para siempre (2013-2014) dans le rôle du biochimiste Luis Ardanza, Sin identidad (2014-2015), Cuéntame cómo pasó (2015-2016) et Mercado central (2020-2021).
L'acteur a été victime d'une attaque cérébrale dans la soirée du 7 septembre 2021. Il a été gravement malade à l'hôpital de la Paz à Madrid et est décédé des suites d'une nouvelle attaque cérébrale.

## Filmographie

### Télévision
| Année                   | Titre (original)     | Titre (traduction)                | Rôle                   | Chaîne    | Notes        |
| ----------------------- | -------------------- | --------------------------------- | ---------------------- | --------- | ------------ |
| 1995                    | Barrio Sésamo        | Rue Sésame                        | Maire                  | TVE       |              |
|                         | Makinavaja           | Makinavaja                        | Sergent Oroño          | TVE       |              |
| 1996                    | Estacio d'enllaç     | Poste de liaison                  | Commissaire Terol      | TVC       | 1 épisode    |
| 1997                    | Sitges               | Sitges                            | Enrique Guzmán         | TVC       | 1 épisode    |
| 1998-1999               | Médico de familia    | Médecin de famille                | Ángel Valverde         | Telecinco | 14 épisodes  |
| 1999                    | Petra Delicado       | Petra Delicado                    | Enrique Tarazona       | Telecinco | 1 épisode    |
| 2000 - 2007 2009 - 2012 | Hospital Central     | Hôpital Central                   | Dr. Rodolfo Vilches    | Telecinco | 256 épisodes |
| 2008                    | Fago                 | Phage                             | Mateo Ibarra           | TVE       | 3 épisodes   |
| 2013-2014               | Amar es para siempre | L'amour est éternel               | Luis Ardanza           | Antena 3  | 74 épisodes  |
| 2014-2015               | Sin identidad        | Sans identité                     | Francisco José Fuentes | Antena 3  | 15 épisodes  |
| 2014-2015               | Astrapace            | Astrapace                         | Matías Carmona         | Netflix   | 40 épisodes  |
| 2015-2016               | Cuéntame cómo pasó   | Racontez-moi comment c'est arrivé | José Ignacio           | TVE       | 21 épisodes  |
| 2017                    | Treufoc              | Treufoc                           | Antonio Niu            | IB3       | 2 épisodes   |
| 2018                    | Servir y proteger    | Servir et protéger                | Adolfo Ocaña           | TVE       | 9 épisodes   |
| 2020-2021               | Mercado Central      | Marché central                    | Fernando Luján         | TVE       | 40 épisodes  |

### Émissions de téléréalité
- Tu cara me suena 4 (Votre visage m'est familier 4), en tant qu'invité, imitant Antonio Flores (2015)
- El gran reto musical (Le grand défi musical), ien tant qu'invité (2017)

### Longs métrages
| Année | Titre (original)              | Titre (traduction)          | Rôle             | Réalisateur       | Genre          | Durée |
| ----- | ----------------------------- | --------------------------- | ---------------- | ----------------- | -------------- | ----- |
| 1988  | El complot de los anillos     | L'intrigue des anneaux      |                  | Francesc Bellmunt | Intrigue       | 1h30  |
| 1989  | La señora del Oriente Express | La dame de l'Orient Express | Franco Lo Cascio | Suspens           | 1h32           |       |
| 1990  | La telaraña                   | La toile d'araignée         | Antoni Verdaguer | Drame             | 2h03           |       |
| 1992  | El largo invierno             | Le long hiver               | Jaime Camino     | Drame             | 2h15           |       |
| 1993  | La fiebre del oro             | La Fièvre de l'or           | Gonzalo Herralde | Drame             | 2h41           |       |
| 1993  | Mal de amore                  | Mal d'amour                 | Newsboy          | Drame             | Carlos Balagué | 1h35  |
| 1993  | Todo falso                    | Tout faux                   | Lieutenant       | Raimon Masllorens | Comédie        | 1h33  |
| 1996  | Adiós Tiburón                 | Adieu Requin                | Courtier 1       | Carlos Suárez     | Comédie        | 1h30  |
| 2006  | G.A.L.                        | G.A.L.                      | Carlos Peinado   | Miguel Courtois   | Action / Drame | 1h51  |
| 2008  | Enloquecidas                  | Fous de rage                | José María       | Juan Luis Iborra  | Comédie        | 1h36  |
| 2018  | El destierro                  | Le bannissement             | Félix            | Nacho Ruipérez    | Thriller       | 1h45  |

### Courts métrages
| Année | Titre (original)       | Titre (traduction)            | Rôle                   | Réalisateur               | Genre           | Durée |
| ----- | ---------------------- | ----------------------------- | ---------------------- | ------------------------- | --------------- | ----- |
| 1993  | J.V.                   | J.V.                          |                        | Isabel Gardela            |                 |       |
| 2001  | Reflejos de una dama   | Réflexions d'une dame         |                        | David Mataró              |                 | 16min |
|       | Ausencias              | Absences                      | Miguel                 | Nely Requera              |                 | 18min |
| 2002  | Roma no paga traidores | Rome ne paie pas les traîtres | Cardinal               | Alejandro Ripoll Carrasco | Thriller        | 12min |
| 2012  | Beige                  | Beige                         | Collaboration spéciale | Triana Lorite             | Drame           | 6min  |
| 2016  | Un buen amigo          | Un bon ami                    | Carlos                 | Bernardo Hernández        | Drame de guerre | 8min  |

### Théâtre
- Quan Spidoux s'adorm (Quand Spidoux s'endort)
- Don Joan (Dom Juan), Molière
- L'hostal de la Gloria (L'auberge de la Gloire)
- Aquí no paga nadie (Ici, personne ne paie), 2005
- Mentiras, incienso y mirra (Mensonges, encens et myrrhe), 2008
- Don Juan Tenorio (Don Juan), 2010
- Desclacificados (Déclassifiés), 2013
- El funeral (Les funérailles), 2018

## Œuvres
- (es) Jordi Rebellón, Yo quise ser Supermán [« Je voulais être Superman »], Suma, 2015, 344 p. (ISBN 978-8-4836-5806-2, lire en ligne)

## Récompenses et nominations
| Année | Récompense               | Catégorie                     | Titre de l'œuvre           | Résultat |
| ----- | ------------------------ | ----------------------------- | -------------------------- | -------- |
| 2003  | Prix Zapping             | Meilleur acteur               | Hospital Central           | Gagnant  |
| 2005  | Prix Fotogramas de Plata | Meilleur acteur de télévision | Hospital Central           | Nommé    |
| 2006  | TP de Oro                | Meilleur acteur               | Hospital Central           | Nommé    |
| 2008  | Orix Fotogramas de Plata | Meilleur acteur de théâtre    | Mentiras, incienso y mirra | Nommé    |

- Prix de l'Association Professionnelle Espagnole pour l'Information sur la Presse, la Radio et la Télévision (2002).
- Prix "Brujo del Año" décerné par la Fédération des Peñas Festives et Culturelles des Fêtes de Mai d'Alcantarilla (2010).